# You Make Me Want to Be a Man
Singles de Utada
Exodus '04
(2005) Come Back to Me
(2009)
Singles par Hikaru Utada
Be My Last
(2005) Passion
(2005)
You Make Me Want to Be a Man (écrit : You Make Me Want To Be A Man) est le quatrième single d'Utada (sous ce nom), commercialisé en 2005.

## Présentation
La chanson-titre sort au format digital en téléchargement le 17 octobre 2005 sur le label américain Island Def Jam, quatre mois après le précédent single d'Utada, Exodus '04. Elle est écrite (en anglais), composée et interprétée par Hikaru Utada, sous son seul nom Utada qu'elle utilise pour ses sorties sur ce label américain (elle sort en parallèle des disques au Japon sous son nom complet pour un autre label). 
Plusieurs versions physiques différentes du single sont aussi distribuées au Royaume-Uni sous le label Mercury Records, en promotion de l'album Exodus dont est tirée la chanson (celui-ci est en effet sorti dans ce pays le mois précédent, un an après sa sortie aux États-Unis et au Japon) : une version CD, une version promotionnelle « CD+DVD » incluant le clip vidéo de la chanson (réalisé par le mari de la chanteuse, Kazuaki Kiriya, et aussi inclus sur la version "CD seul" en piste multimédia), et au moins deux versions promotionnelles en disque vinyle. Toutes contiennent des versions remixées de la chanson, dont deux qui figurent en bonus sur la version britannique de l'album (Bloodshy & Avant Mix, et Junior Jack Mix). 
Le single ne sort pas au format physique au Japon et ne se classe donc pas à l'Oricon. La chanson originale figurera aussi sur la compilation Utada the Best de 2010. La chanteuse ne sortira pas d'autre disque sous le seul nom "Utada" avant 2009. 

## Liste des titres
| Version CD | Version CD                                          | Version CD | Version CD | Version CD | Version CD | Version CD | Version CD | Version CD | Version CD |
| No         | Titre                                               | Durée      |            |            |            |            |            |            |            |
| ---------- | --------------------------------------------------- | ---------- | ---------- | ---------- | ---------- | ---------- | ---------- | ---------- | ---------- |
| 1.         | You Make Me Want to Be a Man (Radio Edit)           | 3:45       |            |            |            |            |            |            |            |
| 2.         | You Make Me Want to Be a Man (Junior Jack Mix)      | 6:44       |            |            |            |            |            |            |            |
| 3.         | You Make Me Want to Be a Man (Bloodshy & Avant Mix) | 4:03       |            |            |            |            |            |            |            |
| 17:25      |                                                     |            |            |            |            |            |            |            |            |

CD+DVD
| No | Titre                                               | Durée |
| -- | --------------------------------------------------- | ----- |
| 1. | You Make Me Want to Be a Man (Radio Edit)           | 3:45  |
| 2. | You Make Me Want to Be a Man (Bloodshy & Avant Mix) | 4:03  |

| No | Titre                                      | Durée |
| -- | ------------------------------------------ | ----- |
| 1. | Introduction to Utada                      | -:--  |
| 2. | You Make Me Want to Be a Man (Music Video) | -:--  |

| 1. | You Make Me Want to Be a Man (Junior Jack Mix)   | 6:44 |
| 2. | You Make Me Want to Be a Man (Junior Jack Dub)   | -:-- |
| 3. | You Make Me Want to Be a Man (Tom Neville Remix) | 4:03 |
| 4. | You Make Me Want to Be a Man (Tom Neville Dub)   | -:-- |
| 5. | You Make Me Want to Be a Man (Radio Edit)        | 3:45 |

| 1. | You Make Me Want to Be a Man (Tom Neville Mix) | 7:01 |
| 2. | You Make Me Want to Be a Man (Junior Jack Mix) | 6:44 |